# Furna das Barbeiras
A Furna das Barbeiras é uma gruta portuguesa localizada na freguesia da Piedade, concelho das Lajes do Pico, ilha do Pico, arquipélago dos Açores.
Esta cavidade apresenta uma geomorfologia de origem vulcânica em forma de tubo de lava localizado em campo de lava. Apresenta um comprimento de 13.5 m. por uma largura máxima de 10 m. e por uma altura também máxima de 3 m. Esta formação geológica faz parte da Rede Natura 2000.